# Cicló (meteorologia)

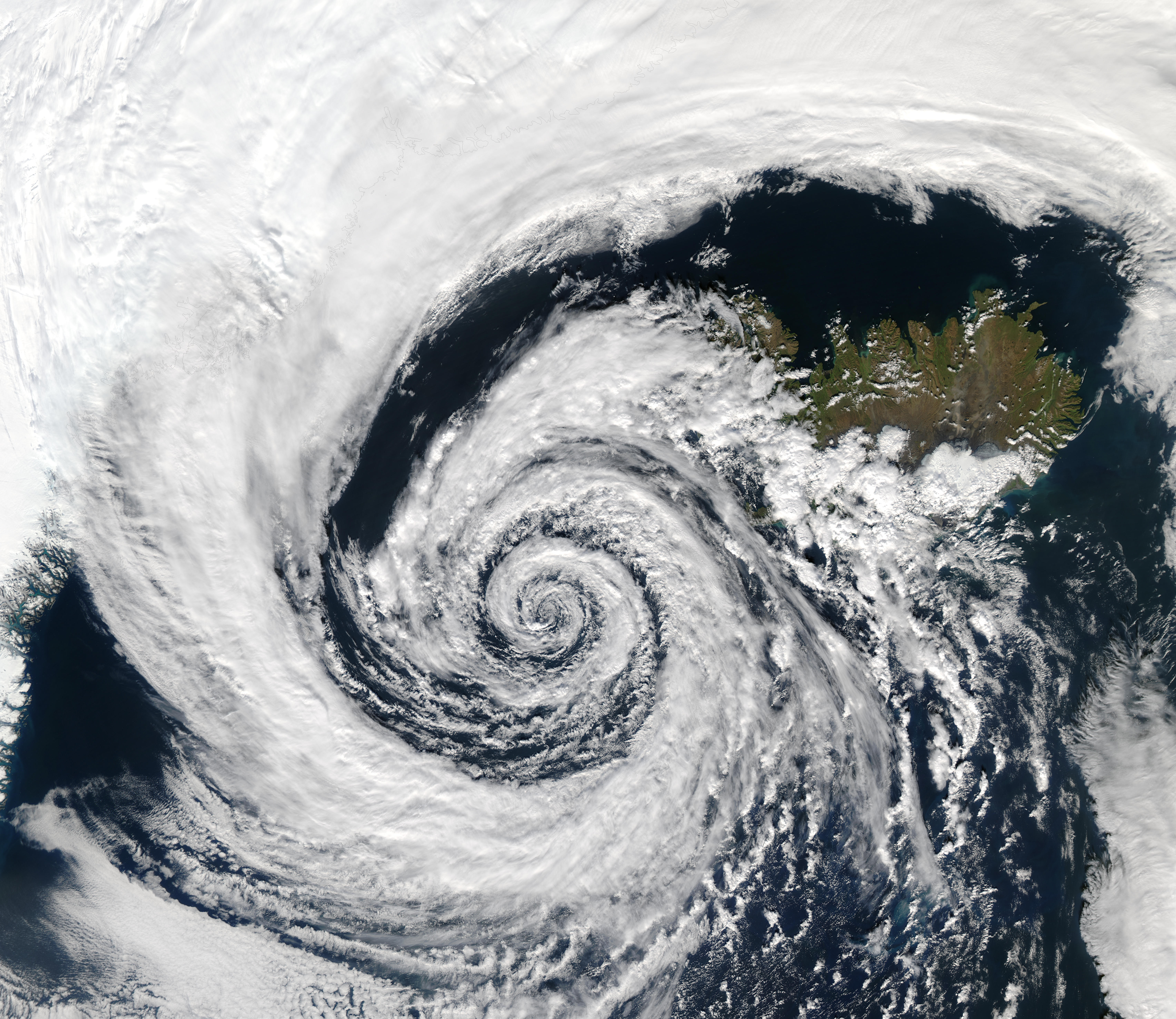
Imatge captada per un satèl·lit mostrant un cicló situat al sud-est de la costa d'Islàndia. La forma d'espiral dels núvols és deguda al fet que els vents que es dirigeixen cap a la zona de baixes pressions del centre es corben per efecte de la força de Coriolis

En meteorologia, un cicló, també conegut com a baixa, és una àrea de moció fluida circular tancada que gira en la mateixa direcció que la Terra. Els ciclons sovint es caracteritzen per vents que giren en una espiral cap endins, en sentit contrari a les agulles del rellotge a l'hemisferi nord i en el sentit de les agulles del rellotge a l'hemisferi sud de la Terra. La majoria de circulacions ciclòniques a gran escala estan centrades en àrees de baixa pressió atmosfèrica. Els sistemes de baixa pressió més grans són els ciclons polars i extratropicals freds de l'escala sinòptica. Els ciclons càlids com ara els ciclons tropicals, mesociclons i depressions polars es troben dins la mesoescala. Els ciclons subtropicals tenen una mida intermèdia. Poden existir ciclons superiors sense que hi hagi una depressió de superfície, i es poden separar de la base del Tàlveg Tropical Troposfèric Superior durant els mesos estivals de l'hemisferi nord. També s'han observat ciclons a planetes altres que la Terra, com ara Mart i Neptú.

## Etimologia
El mot cicló prové de l'anglès cyclone, un mot creat l'any 1848 per Henry Piddington a partir del grec kýklōma (forma circular, sinuositat) i de kúklos (cercle). Piddington va publicar 40 articles relacionats amb els ciclons tropicals de Calcuta entre 1836 i 1855 al The Journal of the Asiatic Society, i el 1842, va publicar la seva tesi històrica, Les lleis de les tempestes.

## Formació

Els ciclons tropicals es formen quan l'energia alliberada per la condensació de la humitat a l'aire ascendent provoca un bucle de retroalimentació positiva sobre les aigües càlides de l'oceà.

La ciclogènesi és el procés de formació i intensificació d'un cicló. Els ciclons extratropicals es formen com ones a grans regions de marcat contrast de temperatura de latituds mitjanes, anomenades zones baroclíniques. Aquestes zones es contreuen per formar fronts a mesura que la circulació ciclònica es tanca i intensifica. En un moment posterior del seu cicle de vida, els ciclons s'oclouen en forma de sistemes freds. La ruta d'un cicló durant els seus 2-6 dies de vida és determinada pel flux director del corrent en jet càncer o subtropical.
Els fronts separen dues masses d'aire de densitats diferents i estan associats als fenòmens meteorològics més destacats. Les masses d'aire separades per un front poden tenir diferents temperatures i humiditat. Els fronts freds forts solen portar bandes estretes de tempestes i mal temps, i a vegades poden anar precedits per línies de torbonada o línies de punt de rosada. Es formen a l'oest del centre de circulació i generalment es mouen d'oest a est. Els fronts càlids es formen a l'est del centre ciclònic i solen anar precedits per precipitacions estratiformes i boira. Es mouen cap al pol per davant de la ruta del cicló. Els fronts oclusos es formen cap al final del cicle vital d'un cicló a prop del centre ciclònic, i sovint envolten el centre tempestuós.
La ciclogènesi tropical descriu el procés pel qual es desenvolupen els ciclons tropicals. Es formen a causa de la calor latent generada per una intensa activitat tempestuosa i són de nucli càlid. Els ciclons poden variar entre les fases extratropical, subtropical i tropical si es donen les condicions apropiades. Els mesociclons es formen com ciclons càlids a sobre de la terra i poden resultar en la formació de tornados. Les mànegues també es poden formar a partir de mesociclons, però el més habitual és que sorgeixin d'un medi molt inestable amb cisallament del vent vertical baix.

## Tipus

### Ciclons tropicals
Els ciclons tropicals (també coneguts com a tempestes tropicals, huracans i tifons) són ciclons que es formen generalment en oceans calents (generalment tropicals) i d'aquí succionen l'energia de l'evaporació i la condensació. Són característics per tenir una forta àrea de baixa pressió a la superfície i una alta pressió als nivells alts de l'atmosfera. S'originen per la formació de centres de baixa pressió atmosfèrica al mar.
Són altament destructius, ja que produeixen fortes pluges amb vents d'almenys 120 km/h, amb ràfegues que arriben, en algunes ocasions, a més de 300 km/h.

### Ciclons extratropicals
El cicló extratropical es forma a latituds superiors a 30°. Es compon de dues masses d'aire o més; per tant, s'associa a un front o més.
La família de ciclons extratropicals és tan àmplia que normalment intenta definir una subfamília. Però aquesta és una tasca molt difícil pel fet que, de fet, cada cicló és únic i irrepetible. Un estudi molt ampli sobre ciclons mostra, però, que es poden observar característiques comunes entre ells, podent fer-se una classificació.
Un dels criteris més utilitzats per a la classificació és el mecanisme inicial involucrat en el desenvolupament del cicló.

### Ciclons subtropicals
Un cicló subtropical és un sistema meteorològic que té algunes característiques d'un cicló tropical i algunes d'un cicló extratropical. Solen formar-se a latituds properes a l'equador.

### Ciclons polars
Els ciclons polars són similars en composició i grandària als ciclons tropicals, encara que generalment tenen una vida més curta.
Els ciclons polars tenen típicament diversos centenars de quilòmetres de diàmetre i vents forts (encara que generalment no tenen la intensitat d'un huracà). A diferència dels típics ciclons tropicals aquests es desenvolupen amb una extrema rapidesa, aconseguint la seva força màxima en 24 hores.
Els ciclons àrtics posseeixen extenses àrees de baixa pressió en les regions polars que tenen una feble rotació ciclònica amb una màxima explosió de 120 m³.

### Mesociclons
Un mesocicló és un vòrtex d'aire, aproximadament de 2 a 10 km de diàmetre (mesoescala en meteorologia), dins d'un tipus de tempestes conegudes tècnicament com a supercèdul·la supercèl·lules a causa de la seva autonomia. Quan un mesocicló mor, si el núvol precipita, aquest transmet la seva inèrcia de rotació en capes més baixes comprimint-se en forma de núvol embut la qual cosa fa que s'incrementi la rotació formant un tornado.
Els mesociclons es formen quan hi ha forts canvis en la velocitat o direcció del vent a diferents nivells de pressió atmosfèrica, la qual cosa es coneix com a cisallament del vent. La presència dels mesociclons només es pot verificar amb un Radar Doppler.

## Mesoescala
Els següents tipus de ciclons no són identificables als quadres sinòptics.

### Mesocicló
Un mesocicló és un vòrtex d'aire, de 2 a 10 km de diàmetre (segons la mesoescala de meteorologia), dins d'una tempesta convectiva. L'aire s'eleva i gira al voltant d'un eix vertical, normalment en la mateixa direcció que els sistemes de baixa pressió a l'hemisferi nord i sud. La majoria de les vegades són ciclònics, és a dir, associats a una regió de baixa pressió localitzada dins d'una supercèl·lula. Aquest tipus de tempestes poden presentar forts vents en superfície i calamarsa severa. Els mesociclons sovint es produeixen juntament amb els corrents ascendents en supercèl·lules, on es poden formar tornados. Al voltant de 1.700 mesociclons es formen anualment als Estats Units, però només la meitat produeixen tornados.

### Tornado
Un tornado és una columna d'aire que gira violentament i que està en contacte tant amb la superfície de la terra com amb un núvol cumulonimbes o, en rars casos, la base d'un núvol cúmulus. També s'anomenen tornados, terme col·loquial a Amèrica, o ciclons, encara que la paraula cicló s'utilitza en meteorologia, en un sentit més ampli, per anomenar qualsevol circulació tancada de baixes pressions.

### Diable de pols
Un diable de pols és un remolí fort, ben format i de vida relativament llarga, que pot ser petit (mig metre d'amplada i uns pocs metres d'alçada) fins a gran (més de 10 metres d'amplada i més de 1.000 metres d'alçada). El moviment vertical principal és cap amunt. Els remolins de sorra solen ser inofensius, però en rares ocasions poden créixer prou per suposar una amenaça tant per a les persones com per a les propietats.

### Tromba d'aigua
Una tromba d'aigua és un vòrtex columnar que es forma sobre l'aigua i que és, en la seva forma més comuna, una supercèl·lula sense tornado sobre l'aigua que està connectat a un núvol cumuliforme. Encara que sol ser més feble que la majoria dels seus homòlegs terrestres, es produeixen versions més fortes engendrades per mesociclons.

### Remolí de vapor
Un vòrtex suau sobre aigües tranquil·les o terres humides que es fa visible per l'augment del vapor d'aigua.

### Remolí de foc
Un remolí de foc, o tornado de foc, és un remolí induït per un incendi i sovint format per flames o cendres.